# Nick Tomsick
Nicholas Alfred Tomsick (Denver, Colorado, 26 de febrero de 1991) es un jugador de baloncesto croata-estadounidense, que pertenece a la plantilla del Tindastóll Sauðárkrókur. Con 1.86 metros de altura, juega en la posición de base.

## Trayectoria
En julio de 2019, firmó por el Stjarnan. El 20 de noviembre anotó 44 puntos, incluido el triple ganador sobre la bocina, en la victoria por 101-104 contra el Þór Akureyri. Tomsick, que estuvo enfermo durante el encuentro, llegando a vomitar en el descanso, anotó 11 de sus 17 triples tirados durante el partido.
El 14 de abril de 2020 ficha por el Tindastóll.

## Clubes
- Herford (2014-2015)
- Zabok (2016-2017)
- Plymouth Raiders (2017)
- Vrijednosnice Osijek (2017-2018)
- Þór Þorlákshöfn (2018-2019)
- Stjarnan Garðabær (2019-2020)
- Tindastóll Sauðárkrókur (2020-actualidad)